# Proton (rakieta)

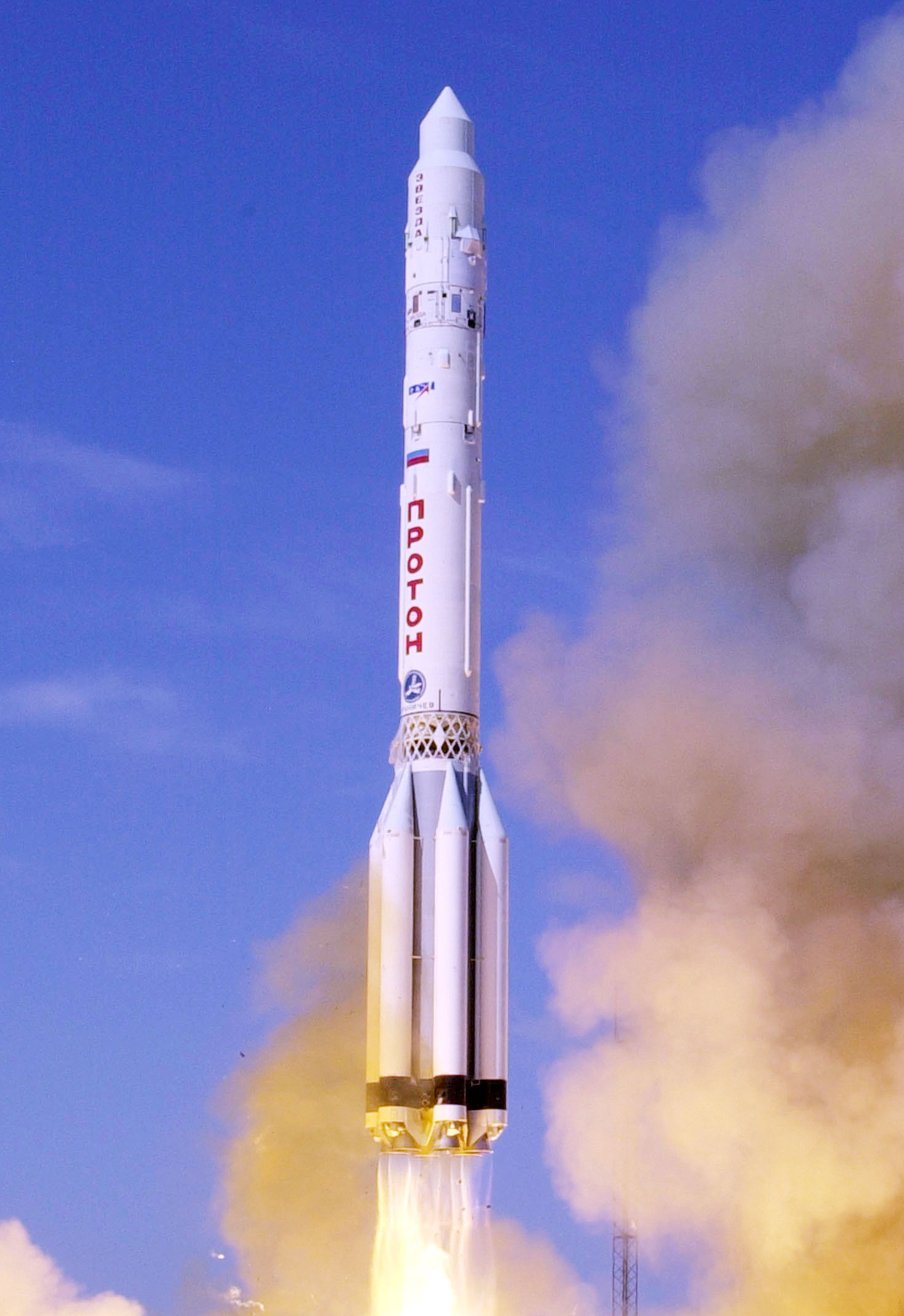
Rakieta Proton startująca z modułem Zwiezda stacji ISS

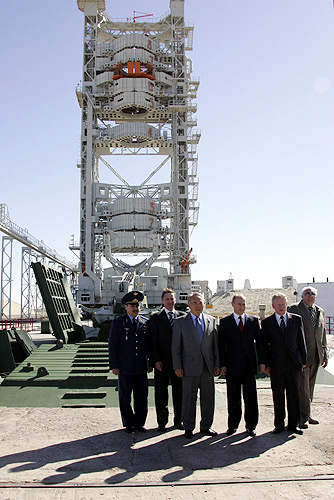
Kompleks startowy rakiet Proton na kosmodromie Bajkonur

Proton – rosyjska rakieta nośna (formalne oznaczenie UR-500) produkcji Zakładów im. Chruniczewa w Moskwie. Po raz pierwszy została zastosowana w 1965 r. Rakieta może wynieść na niską orbitę okołoziemską 20-tonowy ładunek. Paliwem jest toksyczny UDMH, czyli niesymetryczna dimetylohydrazyna.
Proton był początkowo zaprojektowany jako super-ICBM (międzykontynentalny pocisk balistyczny), zdolny do przeniesienia 10-megatonowej głowicy jądrowej na odległość 12 tys. km. Okazał się jednak do tego celu zbyt duży i nigdy nie był wykorzystywany jako nosiciel głowic jądrowych. Znalazł jednak zastosowanie jako rakieta nośna.  Były również plany wykorzystania rakiety Proton do wyniesienia pojazdu Sojuz 7K-Ł1 z dwoma kosmonautami na orbitę wokółksiężycową, jednak plany te nie doszły do skutku. Proton był też użyty jako rakieta nośna dla niedokończonego programu załogowych statków orbitalnych TKS.
Proton napędzany jest mieszanką UDMH (dimetylohydrazyny) i N2O4. Substancje te zapalają się w zetknięciu ze sobą, eliminując konieczność instalowania systemu zapłonowego. Oba związki nadają się do przechowywania w temperaturze otoczenia, nie wymagają więc systemów chłodzących ani stosowania w rakiecie części odpornych na niskie temperatury. Pozwalają także na utrzymywanie rakiety przez długie okresy w gotowości startowej bez konieczności uzupełniania wyparowującego paliwa kriogenicznego. Są jednak bardzo toksyczne i wymagają zachowania specjalnych środków ostrożności. 
Od swojego pierwszego startu w 1965 r. do 1970 r. Proton był bardzo zawodną rakietą doprowadzając do utraty wielu ładunków. Jednak we wczesnych latach 70. usunięto większość wad konstrukcyjnych i odtąd uważany jest za rakietę o dużej niezawodności, z której usług korzysta komercyjnie wiele przedsiębiorstw i agencji kosmicznych. Różne warianty rakiet Proton startowały już ponad 400 razy.
Rakieta Proton wystrzeliła pierwsze radzieckie bezzałogowe misje wokółksiężycowe, i była przeznaczona do wyniesienia pierwszych Rosjan na orbitę wokółksiężycową, jednak rosyjski załogowy program księżycowy został zaniechany. W latach 70. Protony wyniosły stacje kosmiczne Salut, segmenty stacji Mir i moduły Zaria i Zwiezda stacji ISS. Wystrzeliły także szereg sond na Księżyc, Marsa i Wenus.

## Warianty rakiet Proton
- Proton – wczesna wersja (8K82)
- Proton K (8K82K)
- Proton M (8K82KM)

Powyższe podstawowe warianty rakiety są uzupełniane różnymi 4-tymi stopniami typów Blok D oraz Briz. W związku z tym praktycznie stosowane były i są następujące warianty rakiety Proton:
- Proton
- Proton-K
  - Proton-K/Blok D (w różnych wersjach: D, D-1, D-2, DM, DM-2, DM-2M, DM-5, DM1, DM2, DM3, DM4)
  - Proton-K/Briz-M
- Proton-M
  - Proton M/Blok D (w różnych wersjach: DM-2, DM-03)
  - Proton M/Briz-M

## Podstawowe parametry techniczne
| Wariant                                                    | Proton        | Proton K      | Proton M        |
| ---------------------------------------------------------- | ------------- | ------------- | --------------- |
| Masa startowa                                              | 585 t         | 700 t         | 702 t           |
| Udźwig na: niską orbitę okołoziemską orbitę geostacjonarną | 12 t          | 20,7 t 4,35 t | 22,0 t 5,6 t    |
| Ciąg startowy                                              | 8844 kN       | 9500 kN       | 9800 kN         |
| Pierwszy start                                             | 16 lipca 1965 | 10 marca 1967 | 7 kwietnia 2001 |
| Ostatni start                                              | 6 lipca 1966  | 30 marca 2012 | –               |

| Stopień            | 1                                       | 2                    | 3          | 4 (w wersji Briz-М)         |
| ------------------ | --------------------------------------- | -------------------- | ---------- | --------------------------- |
| Silniki            | 6×RD-253 (Proton K) 6×RD-275 (Proton M) | 3×RD-0210, 1×RD-0211 | RD-0213    | 14D30, 4×11D458, 12×17D58E  |
| Ciąg, kN           | 9500 (Proton K) 9800 (Proton M)         | 2300                 | 583 + 4×31 | 19,62 + 4×0,396 + 12×0,0133 |
| Masa z paliwem, t  | 450,5                                   | 167,8                | 50,7       | 22,2                        |
| Masa bez paliwa, t | 31,1                                    | 11,7                 | 4,2        | 2,4                         |
| Czas pracy, s      | 120                                     | 206                  | 238        |                             |